# Пенетригониасы
Пенетригониасы (лат. Penetrigonias, происходит от «Pene, paene» — «почти», и trigonias; «почти тригониас») — род вымерших мелких и примитивных безрогих носорогов, обитавших в Северной Америке в позднем эоцене — раннем олигоцене. Известно два вида пенетригониасов.

## Внешний вид и строение
Это были некрупные стройные животные с массой тела в пределах 50—200 кг, и длиной черепа не более 30 см. От телетацерасов они отличались не только более крупными размерами, но и рядом прогрессивных морфологических черт: их предчелюстная кость сильно редуцирована; резцы имели типичное для носорогов строение; третья пара резцов и нижние клыки утрачены; вторые резцы долотовидной формы и крупнее верхних клыков; были прогрессивные черты в строения плечевой кости и нижней челюсти.

## Места и древность находок
В настоящее время известно, что пенетригониасы жили с позднего эоцена по ранний олигоцен, их скудные окаменелости найдены в США (Вайоминг, Небраска) и Канаде (Саскачеван).

## Образ жизни и питание
Пенетригониасы могли кормиться листвой кустарников и нижних веток деревьев. Видимо, это были довольно подвижные животные, жившие на полуоткрытых и открытых пространствах, как гиракодонтиды. Они могли образовывать небольшие стада.

## Виды
- Penetrigonias hudsoni Hanson, 1920 (синонимы: Caenopus dakotensis, ? P. hudsoni) — типовой вид, окаменелости найдены в США (Небраска, Вайоминг, Монтана, Колорадо, Южная Дакота). Они датируются поздним эоценом — ранним олигоценом. Это был крупнейший вид в своём роде (масса тела до 200 кг).
- Penetrigonias sagittatus Russell, 1982 — более мелкий и древний вид. Найден в отложениях позднего эоцена Канады (Саскачеван).